# Achladiá
Achladiá är en ort i Grekland.   Den ligger i prefekturen Trikala och regionen Thessalien, i den centrala delen av landet, 270 km nordväst om huvudstaden Aten. Achladiá ligger 648 meter över havet och antalet invånare är 187.
Terrängen runt Achladiá är lite kuperad. Runt Achladiá är det ganska glesbefolkat, med 36 invånare per kvadratkilometer. Närmaste större samhälle är Kalampáka, 15,0 km söder om Achladiá. Omgivningarna runt Achladiá är en mosaik av jordbruksmark och naturlig växtlighet.